# Gipsköpfle

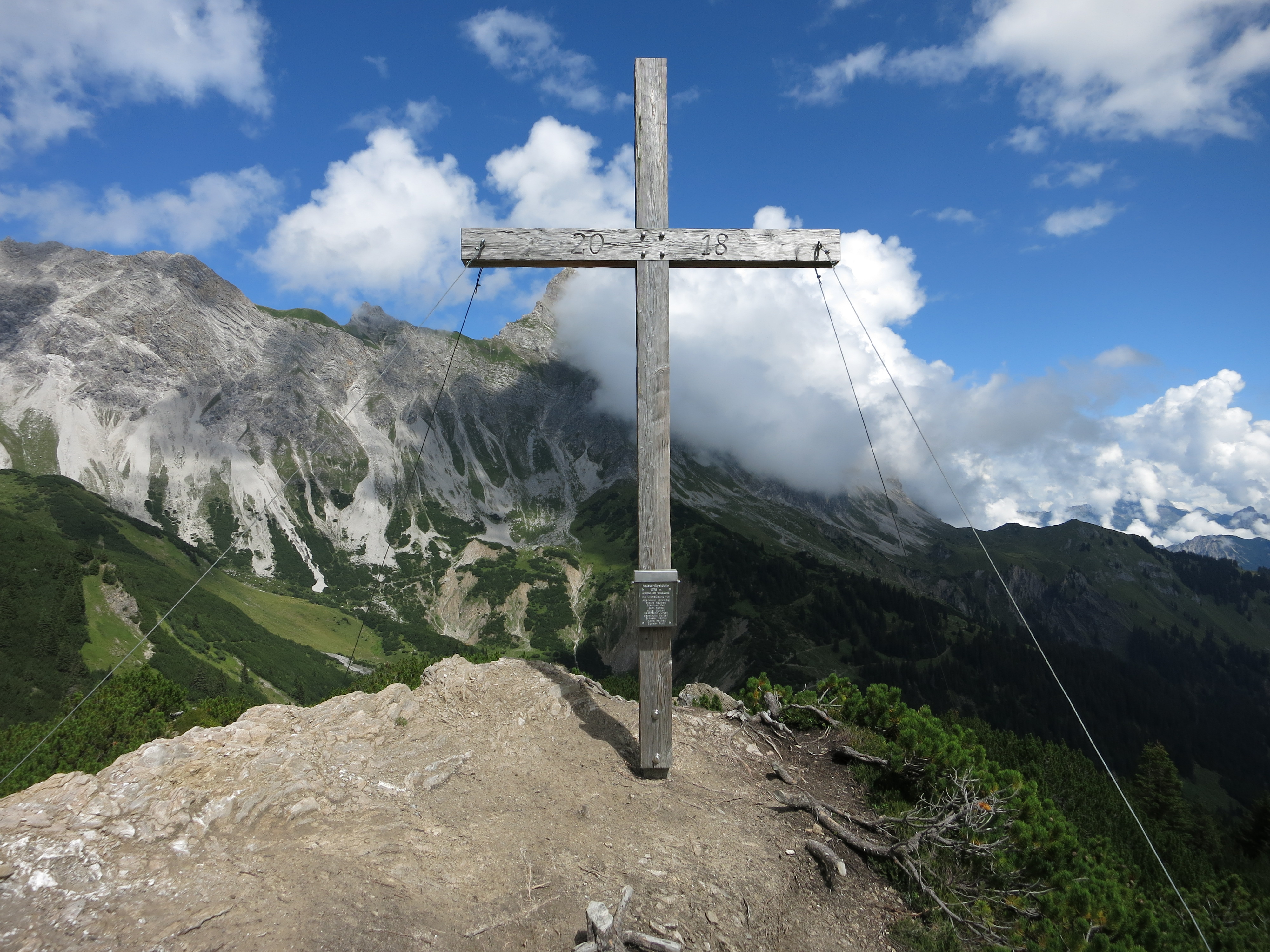
Gipfelkreuz des Gipsköpfle

Das Gipsköpfle ist ein 1975 Meter hoher Berg am Abschluss des Rellstals im österreichischen Bundesland Vorarlberg. Es handelt sich um einen touristisch wenig bedeutsamen Gipfel in der Nähe einiger größerer Berge wie des Saulakopfs und der Zimba. Auf dem Gipsköpfle wurde im Sommer 2018 ein Gipfelkreuz errichtet.